# Ocet

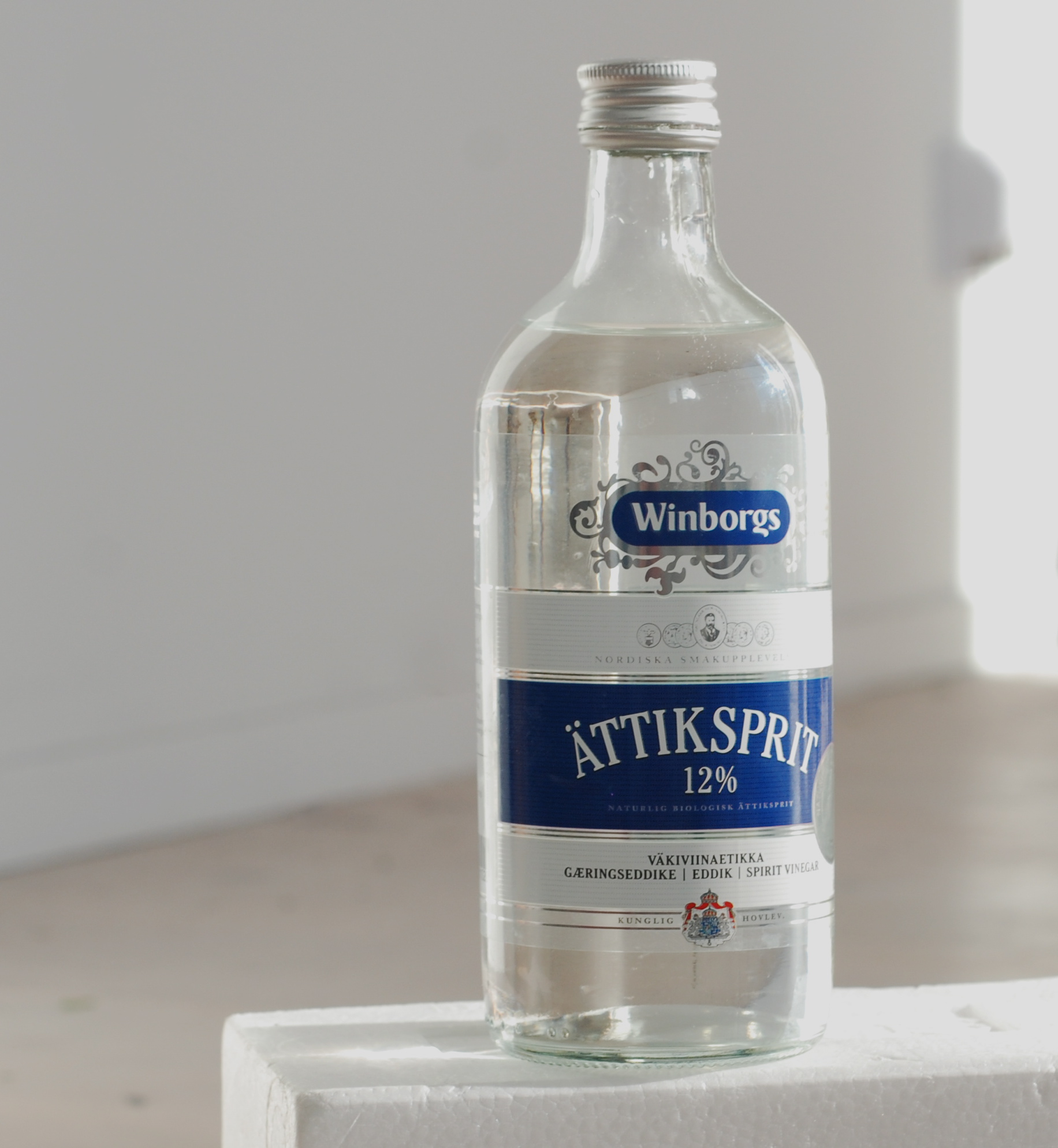
Ocet spirytusowy produkowany na rynek szwedzki

Ocet (od łac. acetum) – wodny roztwór kwasu octowego o charakterystycznym ostrym zapachu i kwaśnym smaku, zwykle 6-procentowy lub 10-procentowy. Powstaje w wyniku fermentacji octowej alkoholu. Stosowany jako przyprawa zakwaszająca. Spożywany w nadmiarze jest szkodliwy, w niewielkich ilościach pobudza apetyt i sprzyja lepszemu trawieniu ciężkostrawnych potraw.
Rodzaje octów spożywczych:
- octy fermentacyjne:
  - ocet winny – z wina gronowego[2][a]
  - ocet owocowy – z wina owocowego lub przefermentowanych soków owocowych[a]
  - ocet spirytusowy – z rozcieńczonego alkoholu etylowego
  - ocet piwny – z piwa
  - ocet słodowy – z przefermentowanej brzeczki słodowej
  - ocet z melasy
- octy z esencji octowej – otrzymywane przez rozwodnienie chemiczne czystego kwasu octowego lub esencji octowej

Ocet winny gronowy – w zależności od tego, z jakiego powstał wina – może być biały lub czerwony. Przykładem octu winnego owocowego jest ocet jabłkowy z cydru.
Znany jest też ocet balsamiczny produkowany w okolicach Modeny we Włoszech, o wyjątkowo intensywnym winnym zapachu i łagodnym smaku. Octy winne zachowują do pewnego stopnia smak, a zwłaszcza zapach owoców, cenne zwłaszcza jako przyprawa do sałatek i surówek.
Dość popularne są octy aromatyzowane lub smakowe, otrzymywane (także w warunkach domowych) przez macerowanie w surowym occie ziół, przypraw, warzyw lub owoców takich jak bazylia, tymianek, rozmaryn, różne rodzaje pieprzu, czosnek, cytryna, orzechy itp.
W kuchni japońskiej i chińskiej popularny i bardzo często używany jest ocet ryżowy, produkowany z gorszych gatunków sake, o przyjemnym zapachu i nieco słodkawym smaku.
Ocet może być istotnym składnikiem sosów (zwłaszcza zimnych, np. większości majonezów, tradycyjnego vinaigrette itp.). Jest też najważniejszym składnikiem zalew stosowanych do konserw z ogórków, grzybów i tzw. pikli (młodych warzyw, orzechów itp., stosowanych jako zakąska lub dodatek do sałatek). Używany też bywa jako składnik zapraw do macerowania mięsa lub ryb przed smażeniem, a zwłaszcza pieczeniem.
Ze względu na niską cenę i łatwą dostępność, ocet spirytusowy bywa do dziś powszechnie używany w gospodarstwie domowym jako podręczny środek czyszczący, dezynfekujący i odkamieniający[niewiarygodne źródło?] oraz jako składnik w wielu tradycyjnych przepisach na domowe odplamiacze, kosmetyki, a nawet lekarstwa.
Ocet był znany już od czasów starożytnych, wykorzystywano go do polewania kamieni bądź skał, które później ulegały rozpadowi. Ocet znalazł również szerokie zastosowanie w wielu iberyjskich kopalniach w czasie panowania Kartaginy w Hiszpanii.
Badanie przeprowadzane na Uniwersytecie w Lund w Szwecji wykazało, że uzupełnienie posiłku na bazie białego pieczywa pszennego dawką octu zmniejszyło poposiłkową odpowiedź glukozy i insuliny, a także zwiększyło subiektywną ocenę sytości uczestników badania. Z kolei w badaniu przeprowadzonym na otyłych Japończykach stwierdzono, że grupy wypijające 15 lub 30 ml octu wykazały reakcję w postaci niewielkiego obniżenia ogólnej masy ciała, poziomu BMI oraz zmniejszenia poziomu trójglicerydów w surowicy w porównaniu do grupy placebo.